# Roi Dao de Chu
Le Roi Dao de Chu (chinois : 楚悼王 ; pinyin : Chǔ Dào Wáng), (???-381 av. J.C), est le seizième Roi de l'état de Chu. Il règne de 401 a 381 av J.C., au début de la Période des Royaumes combattants de l'histoire de la Chine. Son nom de naissance est Xiong Yi (chinois traditionnel : 熊疑), "Roi Dao" étant son nom posthume.
Le roi Dao  succède à son père le Roi Sheng de Chu, qui meurt en 402 av J.C. 
À une date inconnue, mais antérieure à 389 av. J.-C., le Roi Dao accueille a sa Cour le stratège et homme d'État Wu Qi. Auparavant au service du marquis Wu de Wei, Qi a du s'enfuir du Wei après qu'un complot ai provoqué sa disgrâce. Le roi Dao le nomme Lingyin, soit Premier ministre du Chu. Wu Qi entreprend vers 389 av. J.-C. une série de réformes drastiques : lutte contre la corruption qui régnait à la Cour de Chu, réduction des dépenses d'état, déportation de tous les nobles de la capitale vers les frontières afin de réduire leur influence et de les forcer à gérer leurs terres. Enfin, Qi lève et entraîne une armée professionnelle grâce aux économies qu'il a réalisés. 
Avec cette nouvelle armée, il parvint à soumettre les Baiyue et vaincre l'état de Qin. Enfin, en 381 av. J.-C., il annexe les États de Chen et de Cai. Mais cette même année, le roi Dao meurt et Wu Qi est assassiné pendant ses funérailles. Cependant durant l'attaque dont il est la victime, Qi court se réfugier près de la dépouille du roi Dao, et les flèches qui criblent son corps transpercent également celui du défunt roi. 
Après les funérailles, c'est le fils de Dao, le Roi Su de Chu, qui monte sur le trône. Son premier acte en tant que nouveau roi est de faire exécuter ceux qui ont tiré sur Wu Qi, et sur le corps de son père, ainsi que de faire exterminer leurs clans respectifs.
Par la suite, la plupart des réformes de Wu Qi et du Roi Dao sont abandonnées et le Chu perd rapidement sa toute nouvelle puissance.